# ان‌جی‌سی ۱۳۳
ان‌جی‌سی ۱۳۳ (به انگلیسی: NGC 133) یک خوشه ستاره‌ای باز با قدر ظاهری ۹٫۴ است که در صورت فلکی ذات‌الکرسی قرار دارد.